# Diecezja San Miniato
Diecezja San Miniato, łac. Dioecesis Sancti Miniati – diecezja Kościoła rzymskokatolickiego we Włoszech, w metropolii Florencji, w regionie kościelnym Toskania.
Została erygowana 5 grudnia 1622.